# Обюбро
Обюбро (на датски: Aabybro) е град в северна Дания, административен център на община Ямербугт в регион Северна Ютландия. Населението му е 5850 души (по приблизителна оценка от януари 2018 г.).
Разположен е на 18 km северозападно от град Олбор и на 14 km югоизточно от брега на протока Скагерак. Селището се споменава за пръв път през 1664 година.